# Pierre Rosanvallon
Pierre Rosanvallon, né à Blois le 1er janvier 1948, est un historien et sociologue français.
Ses travaux portent principalement sur l'histoire de la démocratie et du modèle politique français, et sur le rôle de l'État et la question de la justice sociale dans les sociétés contemporaines.
Il a occupé jusqu’en 2018 la chaire d'histoire moderne et contemporaine du politique au Collège de France tout en demeurant directeur d'études à l'École des hautes études en sciences sociales (EHESS).

## Biographie

### Études
Pierre Rosanvallon est diplômé de l'École des hautes études commerciales (HEC) en 1969. 
Il est titulaire d’un doctorat d’Etat en sciences de gestion de l’Université Paris-Dauphine, avec une thèse intitulée Problèmes théoriques et pratiques de la gouvernabilité dans les organisations, soutenue en 1981 sous la direction de Henri Tézenas du Montcel. 
Par ailleurs, il soutient en 1978 une thèse de 3e cycle à l'École des hautes études en sciences sociales en histoire avec Claude Lefort : La Formation du concept de marché au XVIIIe siècle et prépare avec lui également un doctorat d’État en lettres et sciences humaines, intitulé Guizot et la formation de l’intelligence politique moderne, en 1985,.

### Parcours professionnel
Au cours de son service militaire, il fait paraître sous le pseudonyme Pierre Ranval, Hiérarchie des salaires et lutte des classes (1972).
Pierre Rosanvallon a enseigné à l'Institut d'études politiques de Paris. 

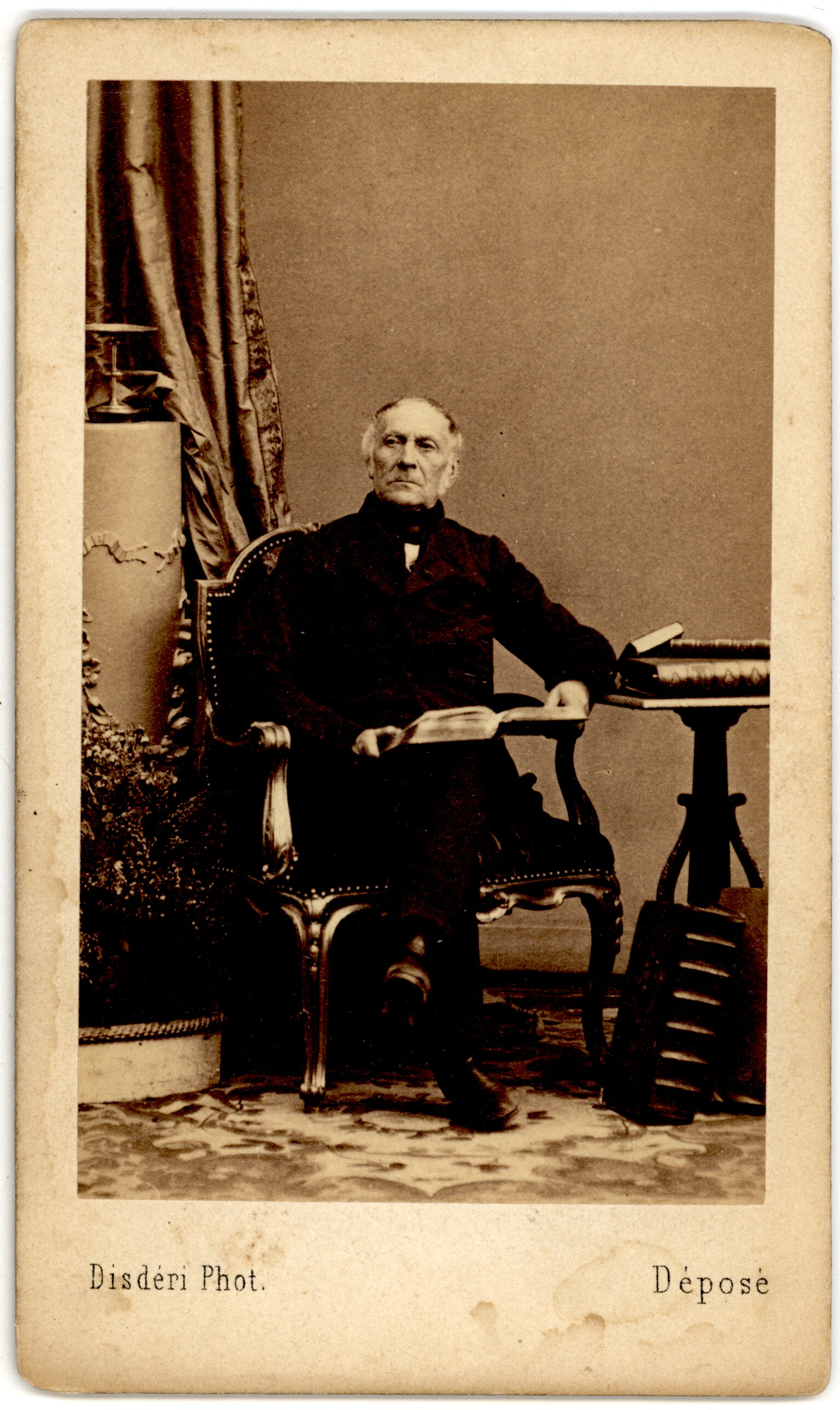
Portrait photographique (pris entre les années 1865 et 1874) de François Guizot, plusieurs fois ministre sous la monarchie de Juillet.

Il occupe à partir du 1er novembre 2001 la chaire « Histoire moderne et contemporaine du politique » au Collège de France. 
En 2002, il devient membre du conseil scientifique de la Bibliothèque nationale de France, et en 2004 du conseil scientifique de l'École normale supérieure, mais il démissionne de la présidence en 2005 pour protester contre la nomination de Monique Canto-Sperber à la direction de l'école de la rue d'Ulm,.

### Autres activités
Il soutient en 1995 la position de la CFDT à propos de la partie de la réforme de la sécurité sociale portant sur l'assurance maladie et présentée par le gouvernement Juppé en 1995, signant notamment une pétition parue dans Le Monde en sa faveur.
De retour à la vie civile, il a été successivement permanent syndical de la Confédération française démocratique du travail (CFDT), où il était conseiller économique de la confédération puis conseiller politique d'Edmond Maire, et rédacteur en chef de La CFDT aujourd'hui. Il théorisa notamment, pour la CFDT recentrée, comment l'autogestion pouvait servir de concept-relais avec une forme de libéralisme. Il fut ensuite membre du Parti socialiste unifié (PSU) puis du Parti socialiste. Il participe alors au séminaire de François Furet, qui constitua la base de la création du centre Raymond-Aron. Il y croise notamment Claude Lefort, Cornelius Castoriadis, Pierre Manent, Marcel Gauchet ou Vincent Descombes.
En 1982, il crée la fondation Saint-Simon avec Furet. Pour Denis Souchon, la fondation Saint-Simon « joua un rôle central dans la conversion de la gauche de gouvernement au libéralisme ».
Il est un temps chroniqueur économique à Libération. Didier Eribon, sociologue engagé à gauche, avance pour sa part que « quand Libération recruta Pierre Rosanvallon comme chroniqueur puis comme responsable de sa rubrique « Idées » en 1982-1983, ce fut explicitement (j’insiste sur ce point) pour se débarrasser de l’influence des intellectuels critiques (Foucault et Bourdieu) et se donner les moyens d’être en phase avec le nouveau personnel politique qui occupait les ministères ».
Peu après 2001, il devient « éditorialiste associé » au journal Le Monde.
Il crée en 2002, avec le soutien financier de grandes entreprises (Altadis, Lafarge, AGF, EDF, Air France…), La République des idées, un « atelier intellectuel » qu'il préside. Son ambition est de « refonder une nouvelle critique sociale », détachée de ce qu'il nomme l'« archéoradicalisme » ou l’« idéologie radicale-nostalgique ». Ce groupe édite une revue, La Vie des idées, ainsi qu'une collection de livres aux éditions du Seuil, et organise en 2006 le forum de Grenoble sur la « nouvelle critique sociale ».
À partir d'octobre 2007, il dirige le site internet laviedesidees.fr, la revue La Vie des idées, qui publie des chroniques et essais contribuant au débat d'idées dans de nombreuses disciplines.
En mai 2009, dans le cadre de la « République des idées », il organise de nouveau un forum à la maison de la Culture de Grenoble, « Réinventer la démocratie ».
Il est membre du club Le Siècle, qui réunit des représentants des milieux dirigeants de la France.

## Idées
Il est l'un des principaux théoriciens de l'autogestion associée à la CFDT. Dans son livre L'Âge de l'autogestion, il défend un héritage philosophique savant, venu à la fois de Marx et de Tocqueville, et annonce une « réhabilitation du politique » par la voie de l'autogestion.
Concernant la démocratie, il estime qu'il existe une universalité des aspirations mais pas de la forme que peut prendre un régime démocratique : les problèmes sont universels, non les modèles. De plus, il affirme que la démocratie est « structurellement inachevée », qu'elle n’est pas un « modèle figé ».

### Déclarations sur Emmanuel Macron
Dans un entretien donné à Libération en avril 2022, il dit : « Pour Emmanuel Macron, les Français ont des idées archaïques dans la tête. Il faudrait donc les prendre par la main, leur ‟expliquer” les choses et leur taper sur les doigts de temps à autre. »
Le 17 avril 2023, dans l'émission Quotidien, il s'exprime sur la mobilisation contre la réforme des retraites d’Emmanuel Macron, il dit que la France traverse « la crise démocratique la plus grave depuis la fin du conflit algérien ». Il émet de vives critiques sur Emmanuel Macron et évoque le manque de modestie et d'expérience politique du président de la République.

## Œuvres

### Ouvrages
Les ouvrages de Pierre Rosanvallon ont été traduits en 22 langues (allemand, anglais, arabe, chinois, espagnol, finnois, grec, hongrois, italien, japonais, polonais, portugais, roumain, russe, slovène, suédois, turc, ukrainien) et édités dans 26 pays.
- Hiérarchie des salaires et lutte des classes, Paris, Le Cerf, 1972. Publié sous le pseudonyme « Pierre Ranval » pour échapper à l'interdiction d'écriture pendant son service militaire[28].
- L’Âge de l’autogestion, Paris, Le Seuil, coll. Points politique, 1976, 246 p.
- Pour une nouvelle culture politique (avec Patrick Viveret), Paris, Le Seuil, coll. Intervention, 1977.
- Le Capitalisme utopique : Histoire de l'idée de marché, Paris, Le Seuil, coll. Sociologie politique, 1979 ; coll. Points Politique, no 134, 1989 (sous le titre Le Libéralisme économique) ; nouvelle édition sous le titre initial, Points Essais, no 385, 1999.
- La Crise de l’État-providence, Paris, Le Seuil, 1981 ; Coll. Points Politique, 1984 ; Points Essais, no 243, 1992.
- Misère de l’économie, Paris, Le Seuil, 1983.
- Le Moment Guizot, Paris, Gallimard, Bibliothèque des sciences humaines, 1985, prix Marie-Eugène Simon-Henri-Martin de l’Académie française.
- La Question syndicale : Histoire et avenir d'une forme sociale, Paris, Calmann-Lévy, coll. Liberté de l'esprit, 1988 ; Nouvelle édition, coll. Pluriel, 1990 et 1998.
- La République du centre : La Fin de l’exception française, avec François Furet et Jacques Julliard, Calmann-Lévy, coll. « Liberté de l’esprit », 1988, 1994, 182 pp.,  (ISBN 270211752X) ; nouvelle édition, Paris, Hachette, « Pluriel », 1989, 224 pp.,  (ISBN 978-2-01-015380-8).
- L’État en France de 1789 à nos jours, Paris, Le Seuil, L'Univers historique, 1990 ; coll. Points Histoire, 1993 et 1998.
- Le Sacre du citoyen : Histoire du suffrage universel en France, Paris, Gallimard, Bibliothèque des histoires, 1992 ; Folio Histoire, 2001.
- La Monarchie impossible : Histoire des Chartes de 1814 et 1830, Paris, Fayard, Histoire des constitutions de la France, 1994.
- Le Nouvel Âge des inégalités (avec Jean-Paul Fitoussi), Paris, Le Seuil, 1996 ; Points Essais, no 376, 1998.
- La Nouvelle Question sociale : Repenser l’État-providence, Paris, Le Seuil, 1995. Coll. Points essais, 1998 (2 éditions),  (ISBN 2-02-022030-X)
- Le Peuple introuvable : Histoire de la représentation démocratique en France, Paris, Gallimard, Bibliothèque des histoires, 1998 ; Folio Histoire, 2002.
- La Démocratie inachevée : Histoire de la souveraineté du peuple en France, Paris, Gallimard, Bibliothèque des histoires, 2000, Folio Histoire 2003
- Pour une histoire conceptuelle du politique, Paris, Le Seuil, 2003
- Le Modèle politique français : La Société civile contre le jacobinisme de 1789 à nos jours, Paris, Le Seuil, 2004 ; Points-Histoire, no 354, 2006.
- La Contre-démocratie : La Politique à l'âge de la défiance, Paris, Le Seuil, 2006 ; Points-Essais, no 598, 2008.  (ISBN 978-2-02-088443-3)[29]
- La Légitimité démocratique : Impartialité, réflexivité, proximité, Paris, Le Seuil, 2008 ; Points Essais  (ISBN 978-2-7578-1788-9)
- La Société des égaux, Paris, Le Seuil, 2011.
- Refaire société, Collectif, préface par Pierre Rosanvallon, avec Christian Baudelot, Magali Bessone, Robert Castel, François Dubet, Armand Hatchuel, Blanche Segrestin, Cécile Van de Velde, Paris, Seuil, La République des idées, 2011  (ISBN 978-2-0210-5431-6)[30].
- Le Parlement des invisibles (manifeste pour « raconter la vie »), Paris, Le Seuil 2014  (ISBN 2370210168)
- Le Bon Gouvernement, Paris, Le Seuil, 2015 (ISBN 978-2-02-122422-1)
- Notre Histoire intellectuelle et politique, 1968-2018, Paris, Le Seuil, 2018 (ISBN 978-2-02-135126-2)
- Le Siècle du populisme : Histoire, théorie, critique, Paris, Le Seuil, 2020  (ISBN 978-2-02-140192-9)
- Les épreuves de la vie : Comprendre autrement les Français, Paris, Le Seuil, 2021  (ISBN 9782021486438)
- Les Institutions invisibles, Paris, Le Seuil, 2024

### Entretiens
- Pierre Bouretz, Olivier Mongin et Joël Roman, « Faire l'Histoire du politique : Entretien avec Pierre Rosanvallon », Esprit, no 251,‎ mars-avril 1999, p. 161-170 (lire en ligne )
- Marion Carrel, Charles Girard et Julien Talpin, « Écrire une histoire générale de la démocratie : Entretien avec Pierre Rosanvallon », Participations, no 1,‎ janvier 2011, p. 335-347 (lire en ligne )
- (en) Javier Fernández Sebastán, « Intellectual History and Democracy: An Interview with Pierre Rosanvallon », Journal of the History of Ideas, vol. 68, no 4,‎ octobre 2007, p. 703-715 (lire en ligne )
- Igor Martinache, « L’histoire politique n’est pas seulement faite d’idées et d’intérêts : Entretien avec Pierre Rosanvallon », Idées économiques et sociales, no 195,‎ janvier 2019, p. 40-52 (lire en ligne )
- Pierre Rosanvallon, Rony Brauman et Alain Touraine, « Témoignage », Revue Française d’Histoire des Idées Politiques, no 2,‎ 1995, p. 361-406 (lire en ligne )
- Muriel Rouyer, « Sur quelques chemins de traverse de la pensée du politique en France : Entretien avec Pierre Rosanvallon », Raisons politiques, no 1,‎ janvier 2001, p. 49-62 (lire en ligne )

## Distinctions

### Récompense
- Prix Marie-Eugène Simon-Henri-Martin de l’Académie française 1985.

### Titre honorifique
- Docteur honoris causa de l'université de Neuchâtel (2015)
- Docteur honoris causa de l'HEC Paris (2012)

### Décorations
- Officier de la Légion d'honneur (13 juillet 2010[31] ; chevalier du 2 octobre 1998).

### Articles
- Olivier Dumoulin, « Rosanvallon (Pierre) », dans Jacques Julliard et Michel Winock (dir.), Dictionnaire des intellectuels français : les personnes, les lieux, les moments, Paris, Le Seuil, 2009 (ISBN 978-2-02-099205-3), p. 1224-1225
- Christophe Gaubert, « Révolution culturelle et production d’un "intellectuel de proposition" (Pierre Rosanvallon) », dans Sylvie Tissot (dir.), Reconversions militantes, Presses universitaires de Limoge et du Limousin, coll. « Sociologie », 2005 (lire en ligne), p. 231-268
- (en) Andrew Jainchill et Samuel Moyn, « French Democracy between Totalitarianism and Solidarity : Pierre Rosanvallon and Revisionist Historiography », The Journal of Modern History, vol. 76, no 1,‎ mars 2004, p. 107-154 (lire en ligne )
- Thierry Ménissier, « Un traité politique pour nos nouvelles civilités », Critique, no 731,‎ avril 2008, p. 259-274 (lire en ligne )
- Jean-Claude Monod, « Les recompositions du modèle politique français. Le jacobinisme amendé selon Pierre Rosanvallon », Esprit, no 306,‎ juillet 2004, p. 54-66 (lire en ligne )
- Nadia Urbinati, « Démocratie dépolitisée », Critique, no 731,‎ avril 2008, p. 275-290 (lire en ligne )
- Geneviève Verdo, « Pierre Rosanvallon, archéologue de la démocratie », Revue historique, no 623,‎ mars 2002, p. 693-720 (lire en ligne)

### Ouvrages
- Sarah Al-Matary (dir.) et Florent Guénard (dir.), La démocratie à l'œuvre : Autour de Pierre Rosanvallon, Paris, Éditions du Seuil, 2015
- Richard Descoings, Sciences Po : De La Courneuve à Shanghai, Paris, Presses de la Fondation nationale des sciences politiques, 2007 (ISBN 978-2-7246-0990-5, OCLC ocm86113501, lire en ligne )
- (en) Oliver Flügel-Martinsen, Franziska Martinsen, Stephen W. Sawyer et Daniel Schulz (eds.), Pierre Rosanvallon’s Political Tought : Interdisciplinary Approaches, Bielefeld, Bielefeld University Press, 2018 (lire en ligne )

#### Concepts et disciplines
- Citoyenneté
- Démocratie
- Économie
- État
- Histoire
- Histoire des idées politiques
- Historiographie
- Participation politique
- Philosophie politique
- Politique
- Socialisme
- Société
- Société civile
- Syndicalisme
- Travail

#### Personnalités
- François Furet
- Jacques Julliard
- Claude Lefort
- Edmond Maire
- Michel Rocard
- Patrick Viveret